# Napoleon II. Bonaparte, car Francuske
Napoleon II. Bonaparte (Pariz, 20. ožujka 1811. – Beč, 22. srpnja 1832. ) je bio car Francuske 1815. godine.
Njegov otac francuski samoproglašeni car Napoleon I. se nakon dugotrajnog prvog braka bez djece odlučio stupiti u drugi brak s Marijom Lujzom kćerkom austrijskog cara Franje II. Brak je bio sklopljen u tipično hladnom političkom stilu 11. ožujka 1810. godine, a malo više od godine dana potom rođen je Napoleon II.
Odmah po njegovom rođenju Napoleon I. ga proglašava svojim prijestolonasljednikom i dodjeljuje mu titulu kralja Rima. Kada je Napoleon II. imao samo tri godine njegov otac je izgubio vlast i u pokušaju da osigura krunu potomstvu on abdicira u njegovu korist. Tu abdikaciju nitko nije prihvatio, pa je upitna njena valjanost.
Kada je 1815. godine Napoleon I. postao ponovno nakratko vladar Francuske i nakon samo sto dana bio ponovno poražen, cijeli postupak oko abdikacije se ponovio. Ponovno on abdicira u korist prestolonasljednika, ali ovaj put ju je prihvatio francuski parlament koji 22. lipnja 1815. godine proglašava Napoleona II. carem Francuske. Ta kratkotrajna vladavina djeteta od 5 godina koji se tada nije niti nalazio u Francuskoj se prekida ulaskom trupa Velike Britanije i Prusije u Pariz koje svrgavaju Napoleona II. s vlasti 7. srpnja. 1815. godine.
Cijeli svoj ostatak života nakon prvog obaranja oca s vlasti 1814. godine Napoleon II. provodi u Austriji, a njegov tamošnji položaj je onaj ugledne osobe u vječitom kućnom pritvoru. Njegov prvi i zadnji povratak u Francusku je nakon smrti kada Hitler šalje njegove ostatke da budu pokopani uz Napoleona I.
Ništa bolje ne govori o pitanju kako se postupalo s njim u Austriji od činjenice da on umire već u 21 godini 22. srpnja 1832. od tuberkuloze. Jedna od malobrojnih njegovih izjava o vlastitom životu koja je preostala zapisana u povijesti iskazuje sve njegovo ogorčenje majkom i Habsburzima riječima: "Koliko bi moj život bio različit da mi je majka bila Jozefina" (prva supruga njegovog oca).
| Prethodnik: | Car Francuske | Nasljednik: |
| Napoleon    | Car Francuske | Luj XVIII.  |